# Reichsmarschall
Der Reichsmarschall (auch Erzmarschall) war ursprünglich der militärische Stellvertreter des Kaisers und bekleidete eines der Erzämter im Heiligen Römischen Reich. Im 17. und 18. Jahrhundert wurde der Titel eines Reichsgeneralfeldmarschalls durch Kaiser und Reichstag verliehen.
Im Jahr 1938 wurde er im faschistischen Italien und 1940 im Deutschen Reich während des Nationalsozialismus für eine sowohl militärische als auch politische Oberbefehlshaberposition neu eingeführt.
Reichsmarschall entspricht in etwa dem Titel eines Generalissimus. Heute ist der Rang eines Reichsmarschalls nur in Schweden für den Chef des königlichen Hofstaates gebräuchlich.

## Heiliges Römisches Reich

Kurfürst von Sachsen, Reichs-Erz-Marschall

Graf von Pappenheim, Reichs-Erb-Marschall

Das Amt des Marschalls war seit Otto I. eines der Erzämter und später mit der Kurwürde verbunden. In der Goldenen Bulle wird der Kurfürst von Sachsen als Reichserzmarschall (Archimarescallus, Archimareschallus) benannt. Er war bei zeremoniellen Gelegenheiten der Träger des Reichsschwertes. Sein Amtszeichen waren zwei gekreuzte rote Schwerter, die er im Wappen führte (siehe Reichsrennfahne). Die Stellvertretung war erblich als Reichserbmarschall (Vicemarescallus, Vicemareschallus) an die Grafen zu Pappenheim gebunden. Waren beide Ämter im Hochmittelalter noch mit realer Funktion als Befehlshaber des gesamten Reichsaufgebots versehen, so hatten sie spätestens seit der Renaissance lediglich zeremonielle Aufgaben bei Kaiserkrönungen und Reichstagen zu erfüllen.
In den Wahlkapitulationen der Kaiser des 17. Jahrhunderts sollte das Reichsheer, eine Kontingentarmee des Reiches neben den Armeen der Fürstentümer mit zum Teil eigenen Feldmarschallen, von einem Reichs-General-Feldmarschall befehligt werden. Die Entscheidung, wem diese Ernennung zustehen sollte, lag beim Kaiser und dem Reichstag. Es wurden stets zwei Reichsgeneralfeldmarschalle bestellt, je einer aus dem katholischen und einer aus dem evangelischen Lager. 1734 wurden auf Zeit vier Reichsgeneralfeldmarschalle ernannt.
Davon zu unterscheiden war das Amt des Generalissimus, das nur in Zeiten höchster militärischer Not vergeben wurde. Erstmals vergeben wurde es während des Dreißigjährigen Krieges an Albrecht von Wallenstein. Anschließend vergingen rund 170 Jahre, bevor  das Amt erneut vergeben wurde, nämlich an Karl von Österreich-Teschen, während der Napoleonischen Kriege. Der Generalissimus war der oberste Feldherr des Kaisers, ihm unterstand, zumindest nominell, auch die Generalität der übrigen deutschen Fürstentümer. Im Unterschied zu den (Reichs-)Generalfeldmärschällen war er in seinen Entscheidungen nahezu frei und nur dem Kaiser unterworfen, nicht aber dem Wiener Hofkriegsrat.

## Dänemark
In Dänemark war der Reichsmarschall (dän. Rigsmarsk) bis 1660 das nach dem Reichskanzler zweitwichtigste Reichsamt im dänischen Reichsrat. Frederik III. ersetzte 1660/61 das bestehende Wahlkönigtum zugunsten einer Erbmonarchie und schaffte das Amt des Rigsmarsk ab. Letzter Träger des Amtes war Joachim von Gersdorff.

## Schweden
In Schweden hat sich die Bedeutung des Reichsmarschalles (Riksmarsk und Riksmarskalk) im Laufe der Zeit geändert. Ursprünglich Chef der schwedischen Kavallerie, wie die Marschälle anderer Länder, entwickelte sich der Riksmarsk ab der Mitte des 13. Jahrhunderts zum militärischen Oberbefehlshaber. Bedeutende Reichsmarschälle waren unter anderen Torgils Knutsson und Karl Knutsson.
Unter den Wasa-Königen wurde der Titel Riksmarsk als militärischer Titel vergeben. In der Verfassung von 1634 wurden zwei Ämter eingerichtet, das des Riksmarsk, der Präsident des Kriegskollegiums war, und das des Riksmarskalk, der als Chef des schwedischen Hofstaates im Reichsrat vertreten war. Nach dem Tod des Reichsmarschalls Carl Gustav Wrangel 1676 wurde das Amt des Riksmarsk nicht nachbesetzt. 1680 änderte man den Titel Riksmarskalk in Överstemarskalk (Oberstmarschall), aber wechselte 1722 wieder zurück zu Reichsmarschall.
Auch heute noch ist der Reichsmarschall der Chef des schwedischen Hofstaates. Als solcher nimmt er an der festlichen Eröffnung eines neuen Reichstages teil. Der Reichsmarschall führt das Prädikat Exzellenz.

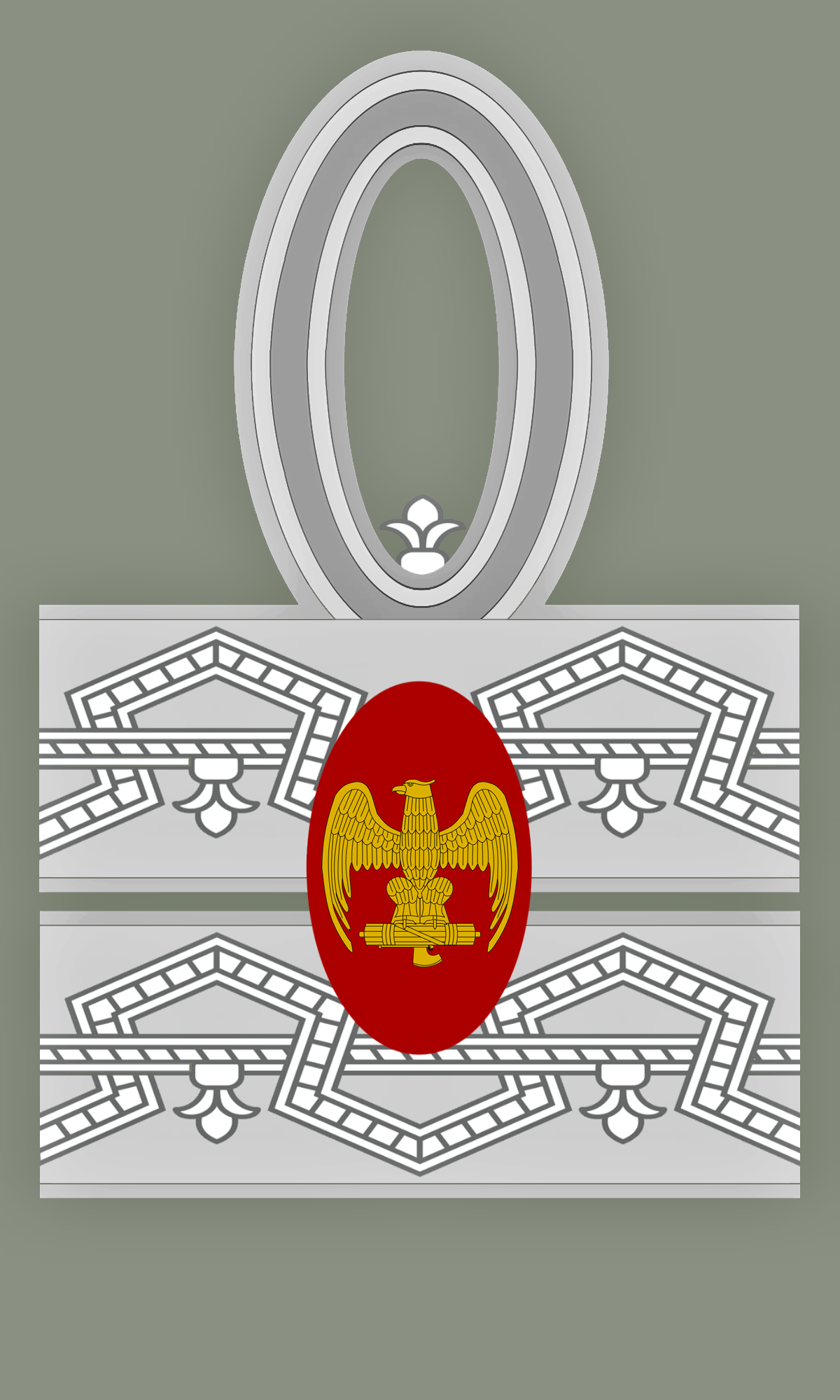
Erster Reichsmarschall

## Italien 1938 bis 1946
Nach dem Sieg über Äthiopien führte Benito Mussolini als Oberbefehlshaber über die Italienischen Streitkräfte und Capo del governo am 30. März 1938 für sich die Würde eines Ersten Reichsmarschalls (Primo maresciallo dell’Impero) ein, den er notgedrungen auch dem König Viktor Emanuel III. als Staatsoberhaupt antragen musste. Der über den im Jahre 1924 eingeführten Marschällen von Italien (Maresciallo d’Italia) stehende Rang wurde mit diesen 1946 wieder abgeschafft.

## Deutsches Reich 1940 bis 1945

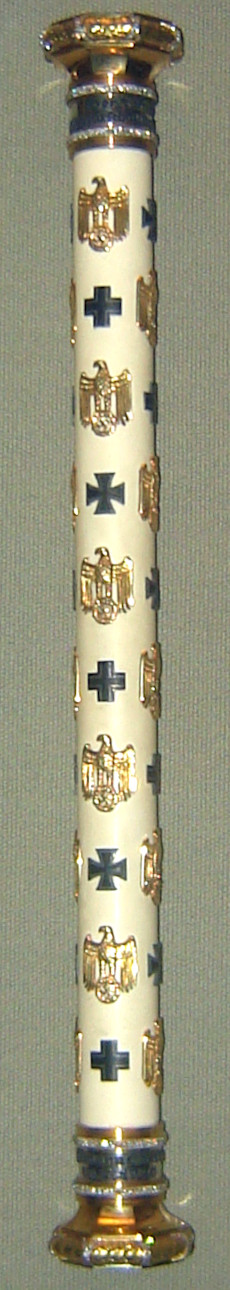
Originaler Marschallstab Hermann Görings im Museum von West Point

Standarte des Reichsmarschalls (1941–1945)

Am 19. Juli 1940 wurde für Hermann Göring als einzigen Träger der Dienstgrad „Reichsmarschall des Großdeutschen Reiches“ in der Wehrmacht oberhalb des Ranges des Generalfeldmarschalls geschaffen. Der Rang diente ausschließlich der Hervorhebung der führenden Position Görings als ranghöchster deutscher Soldat (und zweiter Mann im Staate) und war lediglich formaler Natur; eine Kommandobefugnis über die Wehrmacht im Gesamten war damit nicht verbunden. 
| Dienstgrad                      |                 |               |
| niedriger: Generalfeldmarschall | Reichsmarschall | höher: keiner |

### Uniform
Die Schulterstücke der Uniform unterschieden sich von denen der Generalfeldmarschälle mit gekreuzten Marschallstäben durch einen Reichsadler, der einen Kranz mit den Marschallstäben in den Fängen hielt.

### Marschallstab
Göring erhielt einen besonderen Marschallstab aus Elfenbein, Gold und Brillanten, der aufgrund von Görings Stellung als Oberbefehlshaber der Luftwaffe entfernt den Marschallstäben der Luftwaffe ähnelte. Neben dem Eisernen Kreuz war auf diesem Stab das Balkenkreuz der Luftwaffe aufgelegt.
Außerdem erhielt Göring einen Interimsstab, dessen Spitze aus Elfenbein war.

## Entsprechungen

### Frankreich
Dem Reichsmarschall entspricht seit dem 11. Jahrhundert in Bedeutung und Aufgabe der Connétable von Frankreich. Der comes stabuli (Stallgefährte) ist die mittellateinische Entsprechung des deutschen marahscalc (Marschall – Pferdeknecht). Er war ab dem 14. Jahrhundert der Oberbefehlshaber der Armee (oberster Kronfeldherr), dem ab 1190 die Marschälle von Frankreich als Stellvertreter dienten. In der Folgezeit war es eine der mächtigsten Funktionen in Frankreich. Das Amt des Connétable wurde von Richelieu schließlich 1624/1627 abgeschafft, weil sich die Machtfülle nicht mit der Ideologie des Absolutismus vereinen ließ. Seine Befugnisse gingen zeitweilig auf das im späten 16. Jahrhundert neu geschaffene Amt des General-Marschalls (maréchal général des camps et armées du roi) über.
Fälschlich werden auch die von Napoleon zu Marschällen des Kaiserreiches (Maréchaux d’Empire) ernannten Marschälle von Frankreich oder Großmarschälle seines Palastes als Reichsmarschälle bezeichnet.

### Japan
Der Dai-Gensui, der 1871 erstmals ernannt wurde, entspricht dem Reichsmarschall.

### Vereinigte Staaten von Amerika

Vorgeschlagenes Rangabzeichen

Zur Zweihundertjahrfeier wurde am 11. Oktober 1976 als höchster Dienstgrad der General of the Armies of the United States (mit 6 Sternen) geschaffen, der über dem mit einem Feldmarschall vergleichbaren General of the Army (5 Sterne) steht. Postum wurde nur George Washington diese Würde „für die Vergangenheit und Gegenwart“ verliehen. Hierbei wurde bestimmt, dass kein US-Offizier jemals einen höheren Rang als Washington bekleiden kann.
Den Titel führte General John J. Pershing nach dem Ersten Weltkrieg in Anerkennung seiner Leistung als Oberbefehlshaber der American Expeditionary Forces in Europa. Als Rangabzeichen trug er vier Sterne, jedoch in Gold statt wie üblich in Silber. Allerdings entsprach der Rang damals wohl eher dem des Feldmarschalls, da es den 5-Sterne-General noch nicht gab.
Am 27. April 2022, dem 200. Geburtsjahr von Ulysses S. Grant, dem 18. US-Präsidenten und wichtigstem General der Nordstaaten im Amerikanischen Bürgerkrieg, wurde Grant postum der Dienstgrad des General of the Armies of the United States verliehen.